# Marzocchi (Unternehmen)
Marzocchi war ein italienisches Unternehmen mit Hauptsitz in Zola Predosa bei Bologna und ist seit 2015 eine Marke der Fox Factory Inc. (Scotts Valley, USA). Das Unternehmen wurde 1949 von den Brüdern Stefano und Guglielmo Marzocchi gegründet, die bei Ducati als Techniker gearbeitet hatten, und wurde 2008 an Tenneco verkauft. Seit Dezember 2015 wurde Marzocchi zusammen mit der Fabrik Zola Pedrosa (Bologna) von der italienischen Firma VRM Group gekauft und 2016 die Produktion von Gabeln und Federungen für den Motorradsektor wieder aufgenommen.

## Geschichte
Zunächst stellte Marzocchi als Zulieferer hydraulische Federelemente für den Motorradmarkt (unter anderem für Ducati, BMW, Aprilia) her. Ende der 1980er Jahre übertrug Marzocchi Motorradtechnik auf den sich entwickelnden Mountainbikemarkt.
Marzocchi hatte sich auf die Produktion von Hydraulikpumpen, Zahnradpumpen und Federgabeln spezialisiert, vor allem für Mountainbikes und Motorräder. Des Weiteren stellte Marzocchi für Mountainbikes auch Hinterbaudämpfer her, die sowohl mit Stahl- als auch mit Luftfedern erhältlich waren.
Bis 2007 stellte Marzocchi die Mountainbike-Federgabeln in Italien her. Um konkurrenzfähig zu bleiben, verlegte Marzocchi, wie vorher schon RockShox, die Produktion der Gabeln nach Taiwan.
Im Jahr 2008 wurde Marzocchi für 15 Mio. Euro von Tenneco gekauft und 2015 abgewickelt.
Im Dezember 2015 wurde Marzocchi von der italienischen Firma VRM Group zusammen mit der historischen Fabrik Zola Pedrosa und der Wiedereinstellung von 70 Mitarbeitern für die Produktion von Gabeln und Motorradkomponenten gekauft.
Die Rechte zur Nutzung der Marke für den Fahrradbereich wurden von der amerikanischen Fox Racing Shox erworben.

## Produkte
Starfork (1988/90), TT10, PF1 und MX100 (alle ca. 90 – 92) waren die ersten Federgabelmodelle für Mountainbikes bei Marzocchi.
Alle hatten 24-mm-Tauchrohre, Federweg von 2 Zoll (rund 51 mm), verwendeten die gleichen Schmutzdichtungen und Ölsimmerringe, waren luftgefedert und ölgedämpft. Marzocchi verbaute für alle Modelle Gabelbrücken mit Gabelschäften mit 1 1/4" oder 1 1/8" Durchmesser, wobei es Versionen mit eingepressten und eingeklemmten Gabelschäften gab. Mit letzterem und entsprechenden Aluadaptern konnte man auch 1"-Gabelschäfte einsetzen.
Die erste größere Familie an Gabeln waren die XC-Modelle. Ab 1991 wurde die XC300 produziert, eine luftgefederte, ölgedämpfte Gabel mit 24-mm-Tauchrohren und 2-Zoll-Federweg (51 mm). Dazu gab es unterschiedliche XC-Modelle, zum Beispiel die 400 und 500, beide mit 51-mm-Federweg. Die XC500 hatte eine 4-fache Dämfungsverstellung durch je eine Rändelschraube im Standrohr. Es gab noch eine ganze Reihe weiterer, untereinander sehr ähnlicher Modelle mit gleichem Tauchrohr-Durchmesser und Federweg u. a. XC50, XC51, XC100, XC150, XC200, XC250, XC400 und auch Sonderbauformen wie XC50H für 28"-Räder.
Die XC600 (ab 1994), die XC700 (ab 1996) und die XCR (ab 1996) hatten dann 26-mm-Tauchrohre, auch ca. 51-mm-Federweg, eine 6-fache Dämpfungsverstellung und konnte mit Wechselschäften von 1 Zoll auf 1 1/8 oder 1 1/4 Zoll angepasst werden.
Es folgte die DH3 (ab 1996), ebenfalls mit 26-mm-Tauchrohren, 77-mm-Federweg (3 Zoll) und 6-facher Dämpferverstellung.
Für alle 24- und 26-mm-Gabeln wurden jeweils die gleichen äußeren Schmutzdichtungen und die inneren Ölsimmerringe verwendet.
Bis auf wenige Ausnahmen (bekannt: XC50/51 teilweise, XCR, teilweise DH3 rot) wurden alle Gabeln eloxiert, was ein auffälliges Finish und eine harte widerstandsfähige Oberfläche ergab. Die Standardfarben waren silber, titanium (silber/golden) und blue metal gun (silber mit blaustich). Etliche der Gabeln wurden zusätzlich bunt eloxiert:
- MX 100 purpurn
- XC51 blau
- XC400 blau und purpurn
- XC500 blau und purpurn
- XC700 rot
- DH3 rot und grün

Eine ganze Reihe von Gabeln wurden von anderen Herstellern in ihren Rädern verbaut und dabei umgelabelt:
- Kästle: XC500[9], XC600[10] u. a. (wurden umgelabelt auf 'Kästle HDB01'; HDB = 'Heavy Duty Blade')
- Fuchs Sport (XC500)[11]
- GT (MX 100)[12]
- Scott Xtrashocks (StarFork)[13]
- Sintesi/Verlicchi Rahmen verwendeten diverse, vor allem die bunt eloxierten Gabeln

Die zweite große Familie an Gabeln waren die ab 1995 produzierten Bomber-Z-Modelle.
Die ab 1995 erhältliche Bomber-Z1-Federgabel mit 100 mm Federweg und Negativfeder, einstellbarer Zugstufe, offener Öldämpfung sowie 30-mm-Standrohren galt lange Zeit als Referenz. Die für die Bomber Z Modelle charakteristische geschraubte Gabelbrücke wurde um das Jahr 2000 durch die Einführung einer mit den Tauchrohren verschweißten Brücke (M-Arch) abgelöst. Gabelmodelle der Jahre 2000–2001 waren die Z3 M80 mit Stahlfedern in offenem Ölbad, die Bomber Marathon S Air 80 mm mit ECC-Cartridge und die Atom Sports mit 80 mm Federweg.
Die Federgabel von Marzocchi mit dem größten Federweg war die Super Monster mit 300 mm Federweg.

Cross Country
- Marathon
- XC
- MX
- MZ

Trekking
- TXC

Freeride/All Mountain
- 44
- 55

Dirt/4 Cross
- 4X
- Dirt Jumper

Freeride
- Shiver SC (Single Crown)
- 55
- 66

Downhill
- Shiver DC (Double Crown)
- 888 (Triple eight)
- Monster T (Triple)
- Super Monster T (Triple)

## Sponsor & Ausstatter
Marzocchi ist Sponsor zahlreicher Fahrer und Teams.

### Fahrer
- Randy Spangler
- Carlin Dunne
- John Cowan
- Gareth Dyer
- Cédric Gracia
- Wade Simmons
- Thomas Vanderham
- Richie Schley
- Fabien Barel
- Paul Basagoitia
- Ryan Leech
- Robbie Bourdon
- Brian Lopes
- Dave Watson
- Niki Gudex

### Teams
- Commencal Superteam
- GT Bicycles
- Kona
- Kona Italia
- Lapierre
- Norco
- Planet X
- Rasoulution
- Rocky Mountain
- Santa Cruz
- Rotwild
- Scott Sports
- Team Mapei